# عبد الحق فاضل
عبد الحق فاضل (1330 هـ - 1413 هـ / 1911 - 1992م)، هو أديب وسفير عراقي راحل ، صدر له عددًٌا من المؤلفات من أبرزها «تاريخهم من لغتهم» الذي يشير الباحث فيإلى ه أن اللغة العربية هي أم اللغات الآرية لا السامية والحامية فقط، وأن أصحابَها كانت لهم حضارة عريقة، كما استحدث فيه عِلماً سماه بعلم «الترسيس» الذي نقله المستشرق الفرنسي جاك بيرك إلى الفرنسية باسم (Racinisme)، ويعني به رد الكلمة إلى رُِّسها الأول، أو إعادتها إلى جدتها الأولى في صورتها التي نطق بها الإنسانُ الأول (البدائي) تقليداً لأحد الأصوات المسموعة مثل محاكاة أصوات الطبيعة أو الحيوانات، مع تعقب المراحل التطورية التي قطعتها تلك اللفظة حتى وصلت إلى الصورة التي نعرفها اليوم، أما التأثيل وهو (دراسة أثل الكلمات) فهو رد الكلمة إلى أمها المباشرة أو إلى جدتها المباشرة أو القريبة.

## حياته
عبد الحق بن فاضل الصيدلي بن حامد بن حديد بن مصطفى الحيالي، ولد عبد الحق فاضل في بغداد عام 1911 وهو كبير أبناء الشاعر الموصلي فاضل حامد الصيدلي.صاحب ديوان (هدية الأحرار) الصادر في دمشق عام 1928م، وقد شارك والده فاضل الصيدلي في الحركات السياسية المناهضة للاستعمارين العثماني والإنكليزي، وعمل مع الأندية الثقافية الأدبية التي دعمت الحركة الوطنية بين عامي 1920-1927م، وأخوه أكرم فاضل الشاعر والباحث المعروف والمتخصص في التراث الشعبي نال دكتوراه الدولة من فرنسا والمولود في الموصل عام 1918، وتوفي في بغداد عام 1988م،  أنهى عبد الحق دراسته الابتدائية في الموصل، وأكمل دراسته الدينية في كلية الإمام الأعظم، وتوظف في الديوانية، ثم التحق بكلية الحقوق، وتخرج فيها عام 1935، ومارس المحاماة في الموصل، وأصدر مع زميله المحامي يوسف الحاج الياس مجلة (المجلة) التي تعد واحدة من أهم المجلات الثقافية الصادرة في الموصل في اوآخر الثلاثينات، ونشر فيها شعره وقصصه ومقالاته النقدية، ويعد عبد الحق فاضل رائداً للنقد الأدبي في الموصل. وانتقل إلى السلك الدبلوماسي عام 1939، وشغل وظائف عدة في السفارات العراقية في الخارج: تبريز ودمشق والقاهرة وروما، وعين وكيلاً لوزارة الخارجية بعد قيام ثورة الرابع عشر من تموز عام 1958، وعين سفير للعراق في الصين عام 1960، وبقي في منصبه هذا حتى استقال من الخدمة عام 1963، واستقر في مراكش مشرفاً على مجلة (اللسان العربي) التي يصدرها مكتب تنسيق التعريب التابع لجامعة الدول العربية حتى عام 1992، وأصيب في حادث طريق، وعاد إلى العراق ليموت في وطنه.

## مؤلفاته
من أثاره المطبوعة:
- مجنونان (رواية) 1939و1958.
- مزاح وما أشبه (قصص)1940.
- حائرون (قصص) 1958.
- طواغيت (قصص) 1958(القصة القصيرة في العراق بعد الحرب العالمية –رسالة ماجستير، القاهرة 1965، الفن القصصي في الادب العراقي الحديث-رسالة دكتوراه، القاهرة 1967- الرواية العربية في العراق 1971،
- المسرحية العربية في العراق 1971،
- القصة القصيرة الحديثة في العراق 1979،
- الفن القصصي في الموصل-كتاب مخطوط-،
- الحركة المسرحية في الموصل-كتاب مخطوط-،
- عبد الحق فاضل والواقعية الفنية مجلة الثقافة، العدد الثالث، 1976).
- قصص 1984 عبد الحق فاضل،
- الأعمال القصصية الكاملة 1979 وضمت مجموعاته القصصية: مزاح وما أشبه. وقد ضم اليها قصتين كتباً في الفترة التي كتبت فيها قصص هذه المجموعة وهما: لاجريمة ولاعقاب كتبها عام 1938، ومفتاح الشقة كتبها عام 1949. وما ترون، وطواغيت واضاف اليها قصتين جريمة بلا عقاب سبق نشرها في مجلة المجلة عام 1939 تحت عنوان (جريمة مشروعة) و (ظمآن) لم يسبق نشرها. واضيف إلى هذه المجموعات القصصية الثلاث روايته مجنونان.
- ثورة الخيام 1952،1968 (دراسة مع ترجمة لشعر عمر الخيام) وترجم هذا الكتاب إلى الاسبانية.
- نساء.
- ضفادع (مسرحية طليعية) 1968.
- مغامرات لغوية 1969.
- هو الذي رأى 1981 (ترجمة لملحمة كلكامش مع دراسة مهمة).
- -تاريخهم من لغتهم 1977. 12-العربية ام الألمانية 1988.
- مع شكسبير في يوليوس قيصر 1988(دراسة وترجمة).
- قصص من اللغة 2005.

توزع شعر عبد الحق فاضل المنشور في الصحف والمجلات العراقية في ثلاثة اتجاهات أساسية: الشعر التأملي والشعر السياسي والشعر الاجتماعي، وعلى الرغم من جودة شعره في تلك الفترة (الثلاثينات) لم يحاول جمعه في ديوان خاص، وتبعثر بين الصحف والمجلات بشكل يصعب جمعه مجدداً.

## الهامش
1. ↑  فاضل حامد الصيدلي صاحب ديوان (هدية الاحرار) الصادر في دمشق عام 1928 وقد شارك في الحركات السياسية المناهضة للدولة العثمانية والاحتلال الإنكليزي، وعمل مع الاندية الثقافية الادبية التي دعمت الحركة الوطنية بين عامي 1920-1927. واخوه اكرم فاضل الشاعر والباحث والمتخصص في التراث الشعبي نال دكتوراه الدولة من فرنسا والمولود في الموصل عام 1918 والمتوفي في بغداد عام 1988.

## وصلات خارجية
- عبد الحق فاضل على موقع أرشيف الشارخ.
- ترجمته - معجم البابطين لشعراء العربية في القرنين التاسع عشر والعشرين